# 散兵坑 (电子游戏)
《散兵坑》是一款合作、沙盒、战略类网络游戏，开发商为 Clapfoot 游戏公司，其总部设在加拿大多伦多。该游戏使用虚幻引擎4，利用轴侧投影视角，非常类似于传统的俯视视角战略游戏。游戏允许玩家们加入两方阵营之一，并作为阵营中的士兵，玩家可以组织，运输资源以及制作补给，在战斗中提供人员增援以及作战载具，通过建造和管理防御工事以及升级生产来为持续的战争做出贡献，最终目标是歼灭敌对阵营并占领。自从2017年7月28日，这游戏一直处于Alpha阶段，计划在Microsoft Windows上发布完整的版本。
该游戏于2017年7月份在Steam上发布基于Microsoft Windows平台的早期版本游戏，获得了最高峰，在2周内共有4,813名玩家同时参与。